# Coloração

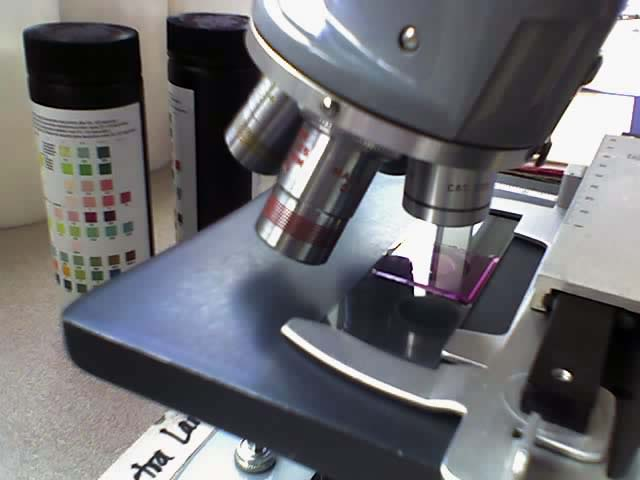
Microscópio ótico e um espécime colorido montado sobre uma lâmina.

Coloração é uma técnica bioquímica de adicionar um corante específico a uma classe (DNA, proteínas, lipídios, carboidratos) a um substrato para qualificar ou quantificar a presença de um composto específico. É similar a técnica de marcação de fluorescência.
Dentre estas soluções de corantes propriamente ditos (pois o iodo, por exemplo, não é um corante neste sentido), são frequentemente usadas em biologia e medicina para a visualização, frequentemente com a ajuda de diferentes microscópios. Tais soluções corantes podem ser usadas para definir e examinar tecidos (salientando, por exemplo, fibras musculares, o tecidos conjuntivos, populações de células (classificando diferentes células sanguíneas, por exemplo), ou organelas dentro de células individuais.
Na medicina, encontra tal técnica grande campo de aplicação no diagnóstico de câncer, infecções e na bacteriologia e micologia, na classificação e identificação de micro-organismos.
A coloração pode se dar em material fixado ou em material vivo, quando então é adequado o uso de corantes vitais (como o vermelho neutro), que devido a baixa toxidade às células, não as mata, suspendendo seus processos, que são o objetivo deste tipo de coloração.
A coloração biológica é também usada para marcar células em citometria de fluxo, e para destacar proteínas ou ácidos nucleicos em eletroforese em gel.